# Белянский, Йован

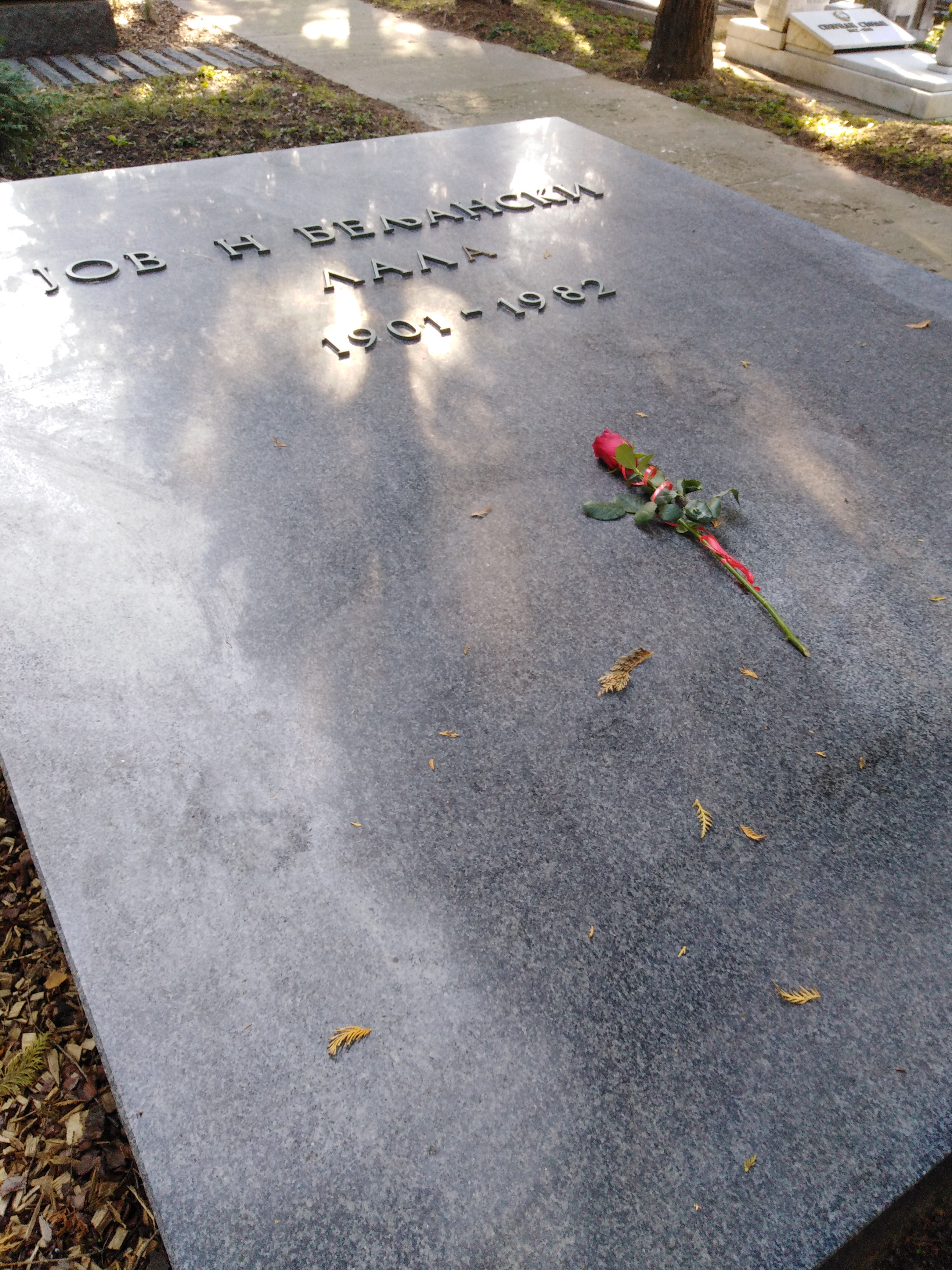
Могила Йована Белянского, аллея народных героев и выдающихся революционеров

Йован «Лала» Белянский (серб. Јован "Лала" Бељански; 25 ноября 1901, Змаево — 23 мая 1982, Нови-Сад) — югославский военный и общественно-политический деятель, участник Народно-освободительной войны, Народный герой Югославии и Герой Социалистического Труда Югославии.

## Биография
Родился 25 ноября 1901 в Змаево. Воеводинский серб. В Крушедол-Прняворе окончил начальную школу, работал до войны портным. С 1921 года член Независимых синдикатов Югославии, с 1926 года член КПЮ, с того же года является членом Загребского горкома КПЮ в 4-м районе Загреба. С 19 января 1929 на нелегальном положении.
В 1930 году Йован был арестован полицией и осуждён на 10 лет тюрьмы, наказание отбывал в Сремске-Митровице и Лепоглаве. В 1940 году был освобождён и вернулся в Воеводину, в Крушедол-Прнявор. Войну застал в родном селе, после капитуляции королевской армии ушёл в партизанское подполье. Установил контакт с беглецами из тюрьмы Сремской-Митровицы, с ними организовал Фрушкогорский партизанский отряд. Осенью продолжил политическую работу, устанавливая связь с местными партийными деятелями и агитируя за вступление в партизанское движение.
В начале 1942 года Белянский прибыл в Подунавский партизанский отряд и там был назначен политруком. Участвовал в битве за монастырь Гргетег, в ходе которой спас Подунавский отряд от разгрома. До конца войны был политруком Сремского и Босутского отрядов, состоял в Главном штабе НОАЮ в Воеводине и занимал должность командира Сремской военной области.
После войны Йован избирался в Союзную Скупщину и Скупщину Сербии, состоял в ЦК Союза коммунистов Сербии. Мобилизован в звании подполковника резерва. Скончался 23 мая 1982. В том же году была издана книга «Мемуары» (серб. Сећања) — воспоминания Белянского о войне.
Награждён рядом орденов, среди которых Орден Героя Социалистического Труда и Орден Народного героя (указ от 7 июля 1953).